# Walpertskirchen
Walpertskirchen – miejscowość i gmina w Niemczech, w kraju związkowym Bawaria, w rejencji Górna Bawaria, w regionie Monachium, w powiecie Erding, wchodzi w skład wspólnoty administracyjnej Hörlkofen. Leży około 8 km na południowy wschód od Erdinga, przy linii kolejowej Monachium – Wels.

## Demografia
| Rok  | Liczba mieszk. |
| ---- | -------------- |
| 1970 | 958            |
| 1987 | 1 323          |
| 2000 | 1 810          |
| 2007 | 2 039          |

### Struktura wiekowa
Dane o ludności z 31 grudnia 2008:
| Opis                                | Ogółem | Ogółem | Kobiety | Kobiety | Mężczyźni | Mężczyźni |
| ----------------------------------- | ------ | ------ | ------- | ------- | --------- | --------- |
| Jednostka                           | osób   | %      | osób    | %       | osób      | %         |
| Populacja                           | 2050   | 100    | 1016    | 49,56   | 1034      | 50,44     |
| Wiek przedprodukcyjny (0–17 lat)    | 505    | 24,63  | 249     | 12,15   | 256       | 12,49     |
| Wiek produkcyjny (18–65 lat)        | 1269   | 61,9   | 623     | 30,39   | 646       | 31,51     |
| Wiek poprodukcyjny (powyżej 65 lat) | 276    | 13,46  | 144     | 7,02    | 132       | 6,44      |

## Polityka
Wójtem gminy jest Georg Heilmeier z CSU, rada gminy składa się z 12 osób.
|      | CSU | SPD | FW | Razem |
| 2008 | 6   | 3   | 3  | 12    |
| 2002 | 7   | 2   | 3  | 12    |

## Oświata
W gminie znajduje się przedszkole oraz szkoła podstawowa (12 nauczycieli, 190 uczniów).